# Klára
Klára est un prénom hongrois féminin.

## Personnalités portant ce prénom
- Klára Dobrev, (1972-) personnalité politique hongroise.
- Klára Dostálová, (1971-) une femme politique tchèque.
- Klára Fehér, (1922-1996) une écrivaine et journaliste hongroise.
- Klára Fried-Bánfalvi, (1931-2009) une kayakiste hongroise.
- Klára Koukalová, (1982-) une joueuse de tennis tchèque.
- Klára Körmendi, (1944-) une pianiste hongroise.
- Klára Křížová, (1989-) skieuse alpine tchèque.
- Klára Leövey, (1821-1897) militante et une enseignante hongroise.
- Klára Melicharová, (1994-) joueuse volley-ball tchèque.
- Klára Melíšková, (1971-) actrice tchèque de théâtre et de cinéma.
- Klára Moravcová, (1983-) fondeuse et biathlète tchèque.
- Klára Palánkay, (1921-2007) une mezzo-soprano hongroise.
- Klára Poláčková, (1978-) première femme tchèque à gravir l'Everest.
- Klára Rajnai, (1953-) une kayakiste hongroise.
- Klára Sárközy, (1953-) députée du Conseil national de la République slovaque.
- Klára Ungár, (1958-) femme politique hongroise.
- Klára Würtz, (1965-) une pianiste hongroise.
- Pour l'ensemble des articles sur les personnes portant ce prénom, consulter :
  - la liste des articles dont le titre commence par ce prénom
  - les listes produites par Wikidata : Liste des personnes de prénom « Klára » — même liste en incluant les éventuels prénoms composés qui contiennent « Klára ».